# هایخ‌اسلوت
هایخ‌اسلوت (به هلندی: Huigsloot) یک منطقهٔ مسکونی در هلند است که در هارلمرمیر واقع شده‌است.